# Nineteen Hundred and Eighty-Five
Nineteen Hundred and Eighty-Five è un brano dei Wings, pubblicato come traccia di chiusura del loro album Band on the Run del 1973. Venne inoltre pubblicato come b-side della title track dell'album . A volte, sulle copertine dei singoli, la canzone è stata denominata 1985.

## Il brano
Paul McCartney partì, per la composizione del brano, da un'idea avuta qualche mese prima della registrazione. Venne composta partendo dal primo verso; riguardo a questa tecnica, il musicista ha spiegato, nel libro Paul McCartney in His Own Words di Paul Gambaccini, che il verso iniziale rappresenta tutta la canzone, citando in esempio le liriche iniziali di Eleanor Rigby. La traccia contiene riferimenti ad altri pezzi di Band on the Run, contribuendo quindi, assieme alla precedente Picasso's Last Words (Drink to Me), a dare un senso di unità all'LP. Fu tra i pochi brani ad essere registrati completamente negli AIR Studios di Londra, nell'ottobre 1973. I Wings non eseguirono il brano dal vivo, ed è entrato nelle scalette di McCartney solo negli Anni 2000. Per la ristampa di Band on the Run del 2010, è stato pubblicato un video, realizzato nel 1974, nel quale si vede il solo Paul, il quale, mentre canta i cori per il middle eight, fuma una sigaretta; il filmato termina prima della "reprise" di Band on the Run. Il nastro faceva parte del documentario One Hand Clapping, nel quale si vedevano i Wings nell'agosto 1974, mentre provavano i brani da eseguire nei concerti in vista. La canzone venne talvolta trasmessa nella prima serie del programma Trigger Happy T.V.

## Formazione
- Paul McCartney: voce, chitarra, basso elettrico, pianoforte, batteria
- Denny Laine: voce, chitarra
- Linda McCartney: cori, tastiere[1]